# Блэкман, Стив
Стив Блэкман (англ. Steve Blackman) — канадский телесценарист и исполнительный продюсер. В 2016 году Стив выиграл премию Гильдии сценаристов Америки за второй сезон «Фарго» вместе со своими коллегами-писателями. В 2017 году он был номинирован на премию «Эмми» за свою работу над «Фарго» вместе с другими продюсерами.

## Ранние годы
Стив вырос в Эдмонтоне, Канада и учился в средней школе Росса Шеппарда. Будучи студентом юридического факультета Альбертского университета в 1996 году, он основал ежегодную сценическую постановку «Law Show», написанную и исполненную студентами-юристами. По состоянию на 2018 год, она собрала более 300 000 долларов для местных благотворительных организаций. 

## Карьера
Стив сдал экзамен на адвоката в 1998 году и некоторое время работал адвокатом по разводам, однако, позднее он объединился с Грегом Боллом, другим начинающим юристом, и вместе они создали драматический сериал «The Associates», основанный на их собственном опыте выпускников юридической школы. Стив и Грег представили и продали сериал телеканалу CTV на телевизионном фестивале в Банфе в 1999 году. Когда сериал вышел в эфир, то стал самым дорогим телесериалом, когда-либо созданным в Канаде. Стив спродюсировал 30 эпизодов «The Associates», которые вышли в эфир в 2001 и 2002 годах.
В дополнение к своей работе в качестве сценариста и продюсера в телевизионных шоу, включая «Кости» и «Фарго», Стив был исполнительным продюсером и со-шоураннером в сериалах «Частная практика», «Легион» и со-шоураннером в сериале «Видоизменённый углерод».
9 ноября 2017 года Блэкман был объявлен исполнительным продюсером и шоураннером сериала Netflix «Академия Амбрелла».

## Фильмография
| Год                  | Название               | Указан как |
| -------------------- | ---------------------- | --- |
| 2001–2002            | The Associates         | Соавтор, продюсер (30 серий)                                                                                          |
| 2003–2005            | Wild Card              | Сценарист, продюсер-супервайзер (36 эпизодов)                                                                         |
| 2004                 | Полиция Нью-Йорка      | Писатель (1 эпизод)                                                                                                   |
| 2005–2006            | Кости                  | Сценарист (3 эпизода), Продюсер (21 эпизод)                                                                           |
| 2007                 | Палм Спрингс           | Сценарист (1 эпизод), Продюсер (8 эпизодов)                                                                           |
| 2007–2008            | Лас Вегас              | Сценарист (2 эпизода), Продюсер-супервайзер (19 эпизодов)                                                             |
| 2008–2012            | Частная практика       | Со-шоураннер; Сценарист (10 эпизодов), Исполнительный продюсер (44 эпизода), Со-исполнительный продюсер (45 эпизодов) |
| 2014–2017            | Фарго                  | Сценарист (2 эпизода), соисполнительный продюсер (10 эпизодов), консультирующий продюсер (20 эпизодов)                |
| 2016                 | Изгои                  | Продюсер-консультант (13 эпизодов)                                                                                    |
| 2017                 | Легион                 | Исполнительный продюсер (4 эпизода)                                                                                   |
| 2017–2018            | Видоизмененный углерод | Сценарист (2 эпизода), Исполнительный продюсер (10 эпизодов)                                                          |
| 2019–настоящее время | Академия Амбрелла      | Шоураннер, Сценарист, Исполнительный продюсер                                                                         |